# Sober (Pink-Lied)
Sober (Engl. für „nüchtern“) ist ein Popsong aus dem Jahr 2008, den die US-amerikanische Sängerin P!nk gemeinsam mit Nate Hills, Kara DioGuardi und Marcella Araica schrieb.

## Hintergrundinformationen
Der Song wurde am 3. November 2008 von LaFace Records veröffentlicht. Es handelt sich nach So What um die zweite Singleauskopplung ihres Albums Funhouse. Produziert wurde das Lied von Danja, Kanal und Jimmy Harry.
Das Stück wurde in der Tonart dis-Moll geschrieben. Es ist in einem Tempo von 92 beats per minute gehalten. Das Musikvideo zur Single wurde 2008 unter der Regie von Jonas Åkerlund in Stockholm (Schweden) gedreht und im Dezember 2008 veröffentlicht.

## Kritiken
Das Lied erhielt positive Kritiken. Andy Battaglia von The A.V. Club ließ verlauten, dass es „ein feierliches Lied ist, das in einem langsameren Tempo daherschleicht und umso besser zum körnigen Umfang ihrer Stimme passt“ („a solemn song that slinks along at a slower speed, the better to bear out the grainy range of her voice.“) Joan Anderman schrieb im Boston Globe, dass das Lied „den süßen Punkt zwischen ‚American Idol‘ und den Red Hot Chili Peppers“ trifft („finds the sweet spot between ‚American Idol‘ and the Red Hot Chili Peppers.“) Evan Sawdey schrieb für PopMatters, dass Pink „das überraschende Unterdrückte hervorholt, ein Lied, das wieder einmal Zeit damit verbringt, dass sie sich selbst davon überzeugt, dass alles in Ordnung ist“ („Pink launches into the surprisingly downtrodden, a song that once again spends time convincing herself that everything’s alright.“)
Jonathan Keefe vom Slant Magazin denkt, dass das Lied „eigenartigerweise ausgewählt“ („oddly-chosen“) wurde, die zweite Single des Albums zu sein, wobei er anbrachte, dass das Endergebnis „eher gemischt ist“ („is more mixed.“) Alex Fletcher von Digital Spy erkannte, dass es ein „besserer Vertreter ihres Funhouse-Albums als die scheppernde erste Single“ („a better representation of her Funhouse album than the clattering lead single.“) sei.

## Kommerzieller Erfolg

### Chartplatzierungen
| ChartsChartplatzierungen       | Höchstplatzierung | Wochen |
| ------------------------------ | ----------------- | ------ |
| Deutschland (GfK)              | 3 (23 Wo.)        | 23     |
| Österreich (Ö3)                | 4 (23 Wo.)        | 23     |
| Schweiz (IFPI)                 | 5 (30 Wo.)        | 30     |
| Vereinigte Staaten (Billboard) | 15 (25 Wo.)       | 25     |
| Vereinigtes Königreich (OCC)   | 9 (22 Wo.)        | 22     |

| ChartsJahrescharts (2009)      | Platzierung |
| ------------------------------ | ----------- |
| Deutschland (GfK)              | 30          |
| Österreich (Ö3)                | 26          |
| Schweiz (IFPI)                 | 21          |
| Vereinigte Staaten (Billboard) | 38          |

### Auszeichnungen für Musikverkäufe
| Land/Region                  | Auszeichnungen für Musikverkäufe (Land/Region, Auszeichnung, Verkäufe) | Verkäufe  |
| ---------------------------- | ---------------------------------------------------------------------- | --------- |
| Australien (ARIA)            | 5× Platin                                                              | 350.000   |
| Brasilien (PMB)              | Gold                                                                   | 30.000    |
| Dänemark (IFPI)              | Gold                                                                   | 7.500     |
| Deutschland (BVMI)           | Gold                                                                   | 150.000   |
| Kanada (MC)                  | 2× Platin                                                              | 160.000   |
| Neuseeland (RMNZ)            | Platin                                                                 | 30.000    |
| Österreich (IFPI)            | Gold                                                                   | 15.000    |
| Schweiz (IFPI)               | Gold                                                                   | 15.000    |
| Vereinigte Staaten (RIAA)    | —                                                                      | 1.904.000 |
| Vereinigtes Königreich (BPI) | Gold                                                                   | 400.000   |
| Insgesamt                    | 6× Gold · 8× Platin ·                                                  | 3.061.500 |

Hauptartikel: Pink (Musikerin)/Auszeichnungen für Musikverkäufe